# گیرمو فرانکو
گیرمو لوییس فرانکو فارکوارسون (اسپانیایی: Guillermo Luis Franco Farquarson‎؛ زادهٔ ۳ نوامبر ۱۹۷۶) بازیکن فوتبال سابق اهل آرژانتین است.

## تیم ملی
وی پس از دریافت تابعیت مکزیک، برای تیم ملی فوتبال مکزیک بازی کرد.

## افتخارات

### باشگاهی
سن لورنسو
- لیگ برتر فوتبال آرژانتین: ۲۰۰۱

مونتری
- دسته برتر فوتبال مکزیک: ۲۰۰۳

ولز سارسفیلد
- لیگ برتر فوتبال آرژانتین: ۲۰۱۱

### ملی
مکزیک
- جام طلایی کونکاکاف: ۲۰۰۹

### فردی
- بهترین گلزن دسته برتر فوتبال مکزیک: ۲۰۰۴